# Cosmorrhyncha
Cosmorrhyncha là một chi bướm đêm thuộc phân họ Olethreutinae, họ Tortricidae Tortricidae.

## Các loài
- Cosmorrhyncha acrocosma (Meyrick, 1908)
- Cosmorrhyncha microcosma Aarvik, 2004
- Cosmorrhyncha ocellata (Mabille, 1900)
- Cosmorrhyncha ocelliferana (Walker, 1863)
- Cosmorrhyncha tonsana (Mabille, 1900)